# Amyn Gindia
Amyn Radwan Gindia (geboren am 29. September 1967 in Wien; gestorben am 21. April 2016 ebenda) war ein österreichischer Staatsbürger und verurteilter Mörder.

## Verbrechen
Amyn Gindia wurde als Sohn einer Österreicherin und eines Ägypters, dem ein Jahr nach der Geburt Amyns die österreichische Staatsbürgerschaft verliehen wurde, in Wien geboren. Er war Ende der 1980er Jahre in Drogen- und Waffengeschäfte verwickelt. Am 6. Oktober 1987 überfiel er zusammen mit Emile El-Khoury (* 25. Februar 1968) ein Waffengeschäft in Wien. Die beiden fesselten den Verkäufer unter Androhung von Waffengewalt an einen Stuhl und erbeuteten 27 Faustfeuerwaffen sowie etwa 300 Schuss Munition. Noch im selben Jahr, das Gericht geht vom 17. November als Tatzeitpunkt aus, trafen sie sich mit dem gebürtigen Syrer Zeki Ercin zur Abwicklung eines Drogengeschäftes. Dabei soll El-Khoury den ihm bekannten Ercin in ein Waldstück am Bisamberg im Gemeindegebiet von Hagenbrunn gelockt haben, wo Gindia ihn mit einem Feuerstoß aus einem M16-Sturmgewehr von hinten niederstreckte. Anschließend schoss er ihm mit einer Faustfeuerwaffe des Kalibers 7,65 mm in den Kopf. Die Leiche des Mannes vergruben sie im Wald. Gindia und El-Khoury soll es um die rund 1,5 Kilogramm Heroin gegangen sein, die Zeki Ercin bei sich hatte.
Am 19. Juni 1988 folgte ein Überfall auf ein Wiener Ehepaar. Zusammen mit dem Komplizen Karl A. fesselte Gindia die Eheleute und bedrohte den Mann mit einer schallgedämpften Pistole und einem Messer. Sie erbeuteten unter anderem 5.300 Forint, 1.000 Złoty, 70 tschechische Kronen, über 4.000 US-Dollar, ca. 5.000 Schilling sowie Schmuck und andere Sachwerte im Gesamtwert von etwa 184.300 Schilling.
Am 2. März 1989 gerieten Gindia und sein Komplize El-Khoury nach einem illegalen Waffengeschäft in Maria-Lanzendorf in eine Personenkontrolle durch den Gendarmeriebeamten Johann Habres. Der Revierinspektor befand sich aufgrund vermehrter Einbrüche in der Gegend auf Sonderstreife, als ihm die beiden verdächtig wirkenden Männer auffielen. El-Khoury und Gindia überwältigten Habres, wobei Gindia den Beamten durch zwei Kopfschüsse mit einer ČZ 83 ermordete.
Erst fast ein Jahr nach dieser Tat konnte Gindia aufgrund von Hinweisen verhaftet werden. Unter anderem kam es so zur Sicherstellung von rund 160 Faustfeuerwaffen und Sprengstoff. Amyn Gindia wurde des zweifachen Mordes, des schweren Raubes und der schweren Nötigung für schuldig befunden und 1992 zu lebenslanger Haft verurteilt. Seine Berufung und Nichtigkeitsbeschwerde wurde verworfen und die Strafe damit rechtskräftig. Das Gericht hatte zudem keine mildernden Umstände erkannt. 
Sein Komplize El-Khoury erhielt für seine Tatbeteiligungen ebenfalls eine lebenslange Haftstrafe. Zudem wurde Gindias Mutter als Mitwisserin und Komplizin zu einer Freiheitsstrafe von sechs Jahren verurteilt. Sie hatte ihren Sohn unter anderem bei den Raubüberfällen durch Hinbringen mit ihrem Fahrzeug und Färben seiner Haare zur Erschwerung einer Wiedererkennung unterstützt.
Amyn Gindia verbrachte seine anschließende Freiheitsstrafe in den Justizanstalten Stein und Graz-Karlau, ehe er 2009 in die Justizanstalt Garsten überstellt wurde. Nach 24-jähriger Haft wurde er jedoch im November 2014 auf Bewährung entlassen. Nach einer Entscheidung des Linzer Oberlandesgerichtes war ein entsprechender Antrag am Landesgericht Steyr bewilligt worden.
Am 23. Februar 2015 wurde der Polizei der Einbruch in einen Drogeriemarkt in der Helene-Richter-Gasse des Wiener Stadtteils Floridsdorf gemeldet. Beim Eintreffen der Beamten konnte einer der mutmaßlichen Täter noch vor Ort verhaftet werden, während der zweite zu Fuß flüchtete. Dieser eröffnete im Bereich einer Reihenhaussiedlung das Feuer auf die Einsatzkräfte, worauf er selbst mehrfach angeschossen und schwer, aber nicht akut lebensbedrohlich verletzt wurde. Dieser Mann wurde als Amyn Gindia identifiziert. Kurz vor seiner Festnahme soll er noch versucht haben, eine Handgranate jugoslawischer Bauart zu zünden.
Am 25. April 2016 hätte vor dem Straflandesgericht Wien sein Prozess wegen versuchten Mordes beginnen sollen. Gindia war auf eigenen Wunsch hin in einem Einzelhaftraum untergebracht, wo er sich in der Nacht vom 20. auf den 21. April 2016 das Leben nahm. Die Tatsache, dass er schwer krank gewesen sei, und die Perspektivlosigkeit angesichts des Verfahrens wurden von seinem Verteidiger als mutmaßliche Gründe für den Suizid genannt.
Am 6. Juni 2016 wurde Gindia am Wiener Zentralfriedhof bestattet.